# Пап Малі Діаманка
Пап Малі Діаманка (фр. Pape Maly Diamanka, нар. 10 січня 1990, Дакар) — сенегальський футболіст, що грав на позиції півзахисника.

## Клубна кар'єра
У дорослому футболі дебютував 2008 року виступами на батьківщині за команду «Горее», в якій провів один сезон, а на початку 2010 року приєднався до іспанського «Райо Вальєкано», де спочатку виступав за резервну команду. 8 січня 2012 року Діаманка дебютував за основну команду, зігравши 32 хвилини в домашній грі Ла Ліги проти «Севільї» (2:1), втім закріпитись у першій команді не зумів, через що 23 серпня був відданий в сезонну оренду в норвезьку «Волеренгу» з можливістю викупу.
У сезоні 2013/14 Діаманка виступав у Сегунді Б за «Сестао Рівер», після чого грав у Сегунді, другому іспанському дивізіоні за клуби «Леганес», «Реал Сарагоса», «Альмерія», «Нумансія», «Жирона» та «Альбасете», а з літа 2021 року був вільним агентом.
Надалі сенегалець пів року залишався без команди, поки в січні 2022 року не приєднався до клубу «УД Логроньєс», що грав у Прімері КІФФ, новоствореному третьому дивізіоні країни, зігравши там до кінця сезону 11 ігор

## Виступи за збірну
2011 року у складі молодіжної збірної Сенегалу до 23 років був учасником молодіжного чемпіонату Африки, де зіграв у одному матчі і посів з командою 4 місце.